# Bisdom Guanare
Het bisdom Guanare (Latijn: Dioecesis Guanarensis) is een rooms-katholiek bisdom met als zetel Guanare, in Venezuela. Het bisdom is suffragaan aan het aartsbisdom Barquisimeto. 

## Geschiedenis
Het bisdom werd opgericht op 7 juni 1954, uit delen van de bisdommen Barquisimeto en Calabozo, en was suffragaan aan het aartsbisdom Caracas. Op 30 april 1966 wisselde het van kerkprovincie en werd suffragaan aan het nieuw verheven aartsbisdom Barquisimeto. 

## Parochies
Het bisdom had in 2021 een oppervlakte van 9.710 km2 en telde 506.000 inwoners waarvan 87,7% rooms-katholiek was.

## Bisschoppen
- Pedro Pablo Tenreiro Francia (23 oktober 1954 - 11 november 1965)
- Eduardo Herrera Riera (30 november 1966 - 31 oktober 1970)
- Angel Adolfo Polachini Rodriguez (25 maart 1971 - 16 april 1994)
- Alejandro Figueroa Medina (21 februari 1995 - 29 september 2000)
- José Sótero Valero Ruz (19 maart 2001 - 12 oktober 2011)
- José de la Trinidad Valera Angulo (12 oktober 2011 - 12 april 2023)
- Owaldo Enrique Araque Valero (12 april 2023 - heden)

## Galerij van afbeeldingen

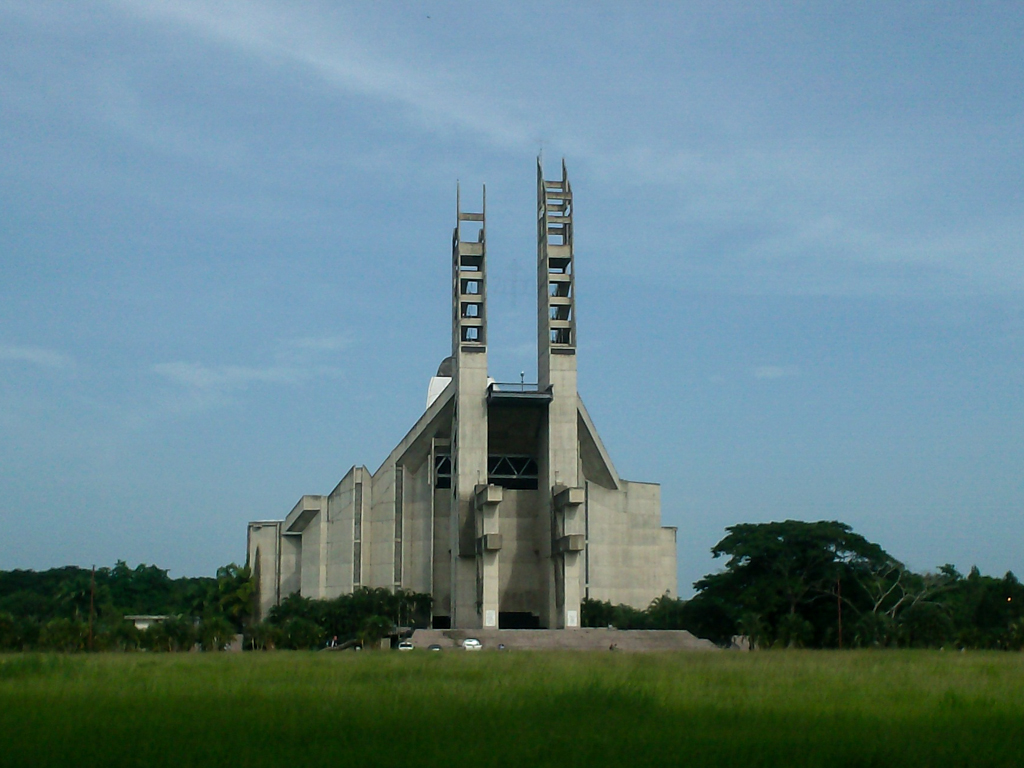
Basiliek en nationaal heiligdom Nuestra Señora de Coromoto in Quebrada de la Virgen

Barquisimeto (aartsbisdom) · Acarigua-Araure · Carora · Guanare · San Felipe